# Ithomiola callixena
Ithomiola callixena is een vlindersoort uit de familie van de prachtvlinders (Riodinidae), onderfamilie Riodininae.
Ithomiola callixena werd in 1870 beschreven door Hewitson.